# 竹下玲奈
竹下 玲奈（たけした れな、1981年12月17日 - ）は、日本のファッションモデル。鹿児島県奄美大島出身。所属事務所はRhein。

## 来歴
鹿児島県奄美大島で生まれ育った。15歳当時の中学3年生時にスカウトを受け、1997年に雑誌『プチセブン』誌上でモデル業を開始。『プチセブン』でのモデルデビュー後、2000年の10月からTBSのバラエティ番組『ワンダフル』への出演を開始、第4期“ワンギャル”の一員となる。当時のワンギャルの中では最年少であり、同番組では活発なキャラクターとして1年間を通した。同期のワンギャルにあたる北川えりおよび松梨知果とともに合同写真集『selected』を出した。
2007年には映画『東京タワー』に出演。2009年、ヒラタオフィスからドレスコードに移籍。
2010年、『KARTE』と題した自身の写真集を発売。これをきっかけに『MORE』の公式ウェブサイトでブログを開始し、ツイッターも始動させた。同年にはさらに新創刊の雑誌『CLOSET』の第一号への田中美保および鈴木えみと並んでの登場などもあった。
宝島社のファッション誌『sweet』では、2011年半ば頃から同誌とファッションブランド『キットソン』との共同によるファッション番組『sweetTV』に出演し、コラボ商品を手掛けた。この年には梨花、SHIHO、および理衣の3名に続く雑誌『BAILA』の4人目の表紙モデルとなった。また、映画『パラダイスキス』への出演など精力的に活動。
2012年1月、『my book Rena Takeshita』と題したスタイルブックを上梓。同年に結婚し、それまで8年間にわたり担った『MORE』のレギュラーモデルを11月、翌2013年度1月号をもって卒業した。出産を経た2013年には、自身の私生活を主な題材にした書籍『YES! RENA'S LIFE』を発売。2014年、『BAILA』誌上で「RENA'S HAPPY SUNDAY」と題した新連載を開始。

## 人物
2012年5月に2歳下の一般男性と結婚。夫は福岡で飲食関係の仕事をしており、遠距離恋愛を経て結婚に至ったという。同年12月に第1子女児の真花（まはな）を出産した。

## 出演

### 雑誌
- 『BAILA』：専属[21]
- 『MORE』（2004年 - 2012年） - レギュラー
- 『GINGER』
- 『with』（2004年 - 2005年）
- 『CanCam』（2002年2月 - 2004年9月）
- 『プチセブン』（1997年2月 - 2001年6月）
- 『ネイルUP! 2004 vol.6 Summer』（2004年5月） - 表紙
- 『マイシーズン』（2004年8月号、フリーマガジン） - 表紙
- 『ar×ACQUA neutral 共同編集 別冊 最新LOVE髪ブック』（2005年4月） - 表紙
- 『ar 特別編 TODAYムック ハッピーネイルBOOK』（2005年5月）
- 『mina』（2005年11月20日号）
- 『steady.』
- 『ef』
- 『style』
- 『ar』
- 『sweet』
- 『non-no』
- 『Oggi』

### ランウェイ
- 東京ガールズコレクション：2009年秋冬[22]、2010年春夏[23]、2010年秋冬[24]
- ガールズアワード：2010[25]
- リーバイ・ストラウスジャパン（2003年8月）

### スチール
- ユニクロ 春カタログ（2002年2月 - 4月）
- エステアップ（2002年4月 - 7月）
- フェリシモ はいせんす絵本 Vol.5 ル・ミエル（2003年）
- ロート製薬 薬用リップクリーム セセラ（2003年9月 - 2004年2月）
- JTB（ポスター）（2005年7月 - 9月）
- 集英社 non-no アドボード（2005年）、書店用POP（2005年11号・12号）

### 通販カタログ
- RAPTY
- 千趣会
- セロリー
- クレッセ
- ゼクシィ
- ニッセン
- iedit （フェリシモ）

### 映画
- ギラ（2004年、監督：谷口則之）
- 東京タワー 〜オカンとボクと、時々、オトン〜（2007年、監督：松岡錠司） - 大学時代の彼女 役
- 実験4号『it's a small world』（2008年、監督：山下敦弘）

### テレビ番組
- ワンダフル（2000年10月 - 2001年9月、TBS） - 第4期ワンダフルガールズ
- 畑野スタイル（2002年4月 - 6月、テレビ東京） - レギュラー
- 初体験天使〜Virgin Angel〜（2004年1月・3月、名古屋テレビ放送）
- 日立 世界・ふしぎ発見!（2008年5月10日 - 、TBS） - ゲスト・準レギュラー
- 週末のシンデレラ 世界!弾丸トラベラー（2010年4月24日・8月14日、日本テレビ）

### テレビCM
- 雪印乳業『そのまんまヨーグルト』（1997年）
- 武田食品工業『プラッシー』（1998年 - ）
- 永谷園『お茶づけ海苔』（2001年2月 - ） 共/永田杏奈、いとうあいこ[26]
- ソニー・コンピュータエンタテインメント『グランツーリスモ3』（2001年6月 - ）[26]
- カルビー『フルーツグラノーラ』（2002年3月 - ） 共/福田明子[26]
- 小林製薬『サラサーティ・コットン100』（2004年7月 - ）[26]
- 花王
  - Sifone（2004年・2005年（台湾・香港））
  - ビオレ（2006年1月 - ）[26]
  - プリティア・ふんわり泡カラー（2007年7月 - ）[26]
  - ロリエ（2010年8月 - ）[27]
  - ブローネ泡カラー（2019年10月 - ）
- 集英社
  - ノンノ（2005年9月） 共/田中美保[26]
  - MORE（2007年3月 - ） 共/高垣麗子[26]
  - BAILA（2012年3月 - ） 共/SHIHO[27]
- 『三井不動産』（2006年8月 - ）[26]
- 日産自動車『MOCO』（2007年2月）[26]
- キリン『ギュギュッと搾ったプレミアムカクテル・白桃』（2008年4月 - ）[27]
- みずほ銀行『年末ジャンボ宝くじ』（2010年11月 - ） 共/入山法子、花楓[27]
- イトーヨーカドー『Ario』（2011年6月 - ）[27]
- アサヒフード&ヘルスケア『スリムアップスリム』（2015年）

### その他
- 契約：ブランドショップ フィットハウス（2004年3月 - 2005年2月）
- テレビドラマ：天才てれびくんワイド〜天才ドリーマー〜（2001年10月、NHK）
- ウェブマガジン：『Aqure』（2002年12月 - ）
- イメージキャラクター：『Soareak』（ファッションブランド） 共/藤井リナ、西山茉希、黒田エイミ[28]

### 写真集
第4期ワンダフルガールズ
- 第1弾 SELECTED ワンギャル写真集（2001年2月、ワニブックス、撮影：上野勇）
  - 竹下玲奈、松梨知果、北川えり
- 第2弾 P感触! - 竹下玲奈＆松梨知果写真集（2001年8月、ワニブックス、撮影：竹内彩）

オムニバス写真集
- ASAHI PRESS vol.2（2001年6月、朝日出版社）

ソロ写真集
- 『しあわせをみつけた日』（2007年3月、ワニブックス、撮影：NAOKI）
- 『KARTE』（2010年6月11日、Noyuk、撮影：笠井爾示）
- 『my book Rena Takeshita』（2012年1月28日、集英社）[29]
- 『YES! RENA'S LIFE』（2013年3月8日、主婦と生活社）

### CD
第4期ワンダフルガールズ
- ヒロイン! -その他大勢なんかじゃない-（2000年12月16日）
- 花吹雪 BANG BANG BANG（2001年4月18日）

アーティスト名：rena
- マキシシングル Baby you can（2001年10月24日、インディーズレーベル・ワールドクリーク）

### ビデオ&DVD
- ZAPPINNG RENA TV（2001年6月6日）